# Wielonarodowy Korpus Północno-Wschodni

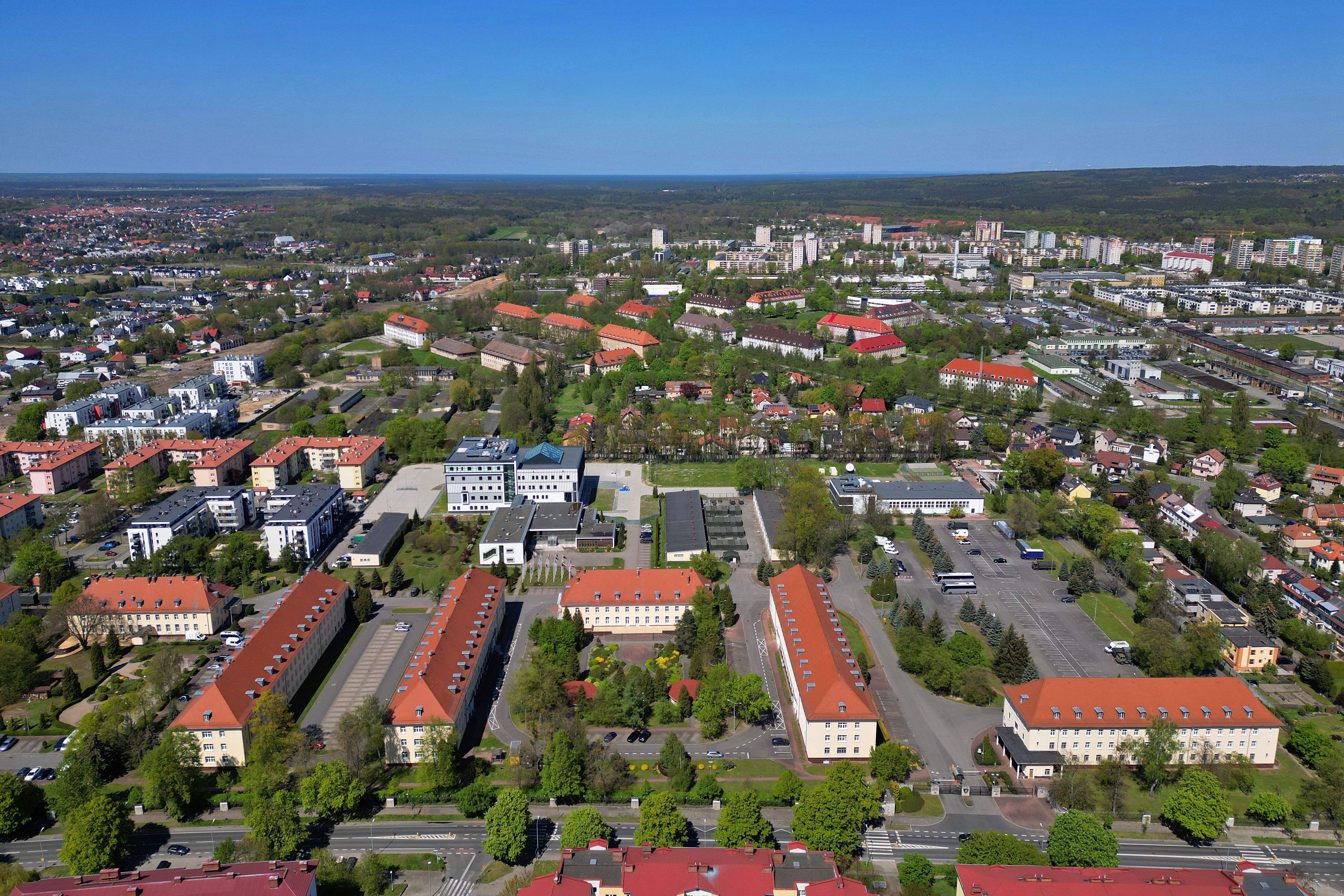
Koszary sztabu Korpusu

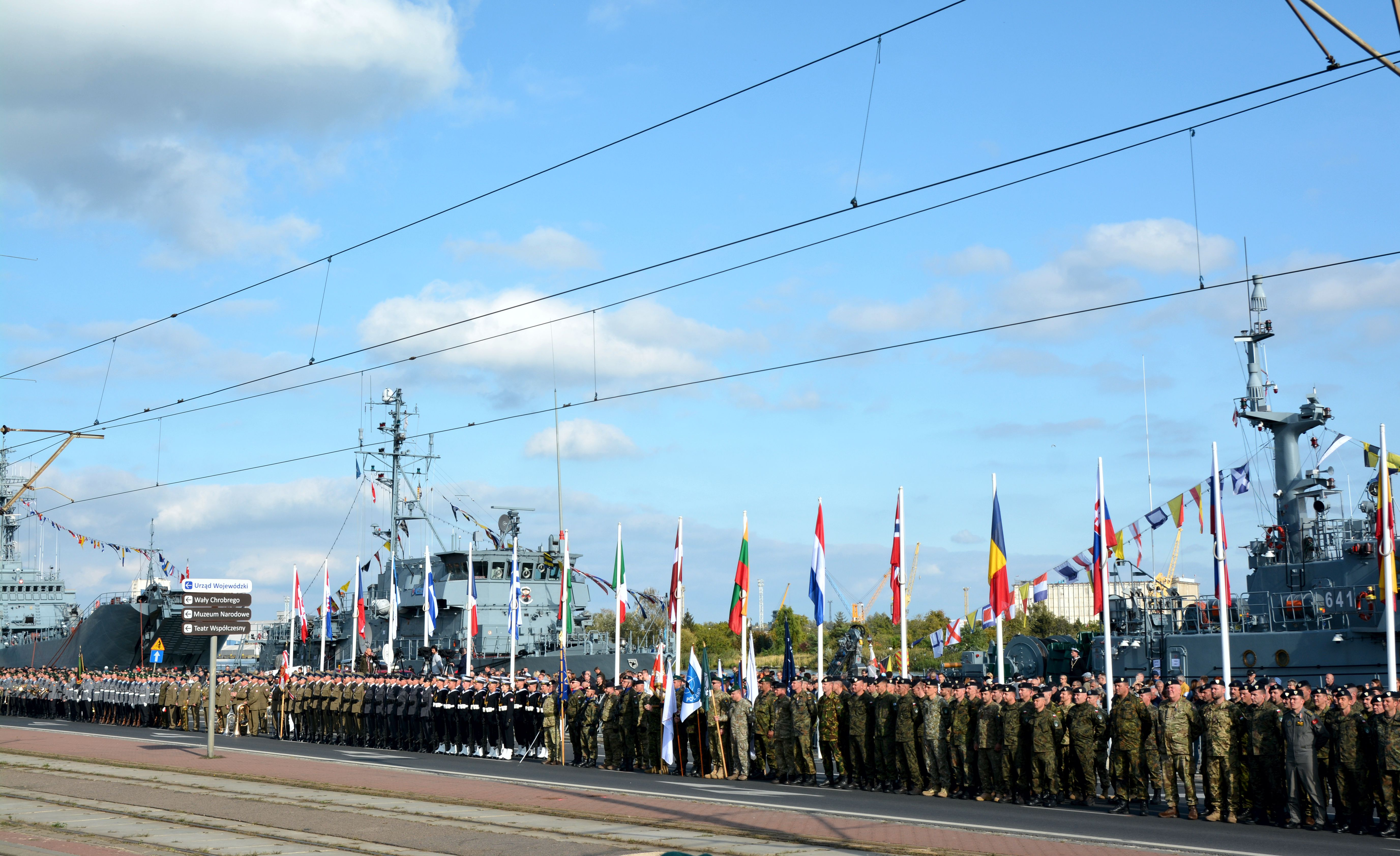
Obchody 20. rocznicy powstania Korpusu Północno-Wschodniego; Szczecin, 21.09.2019

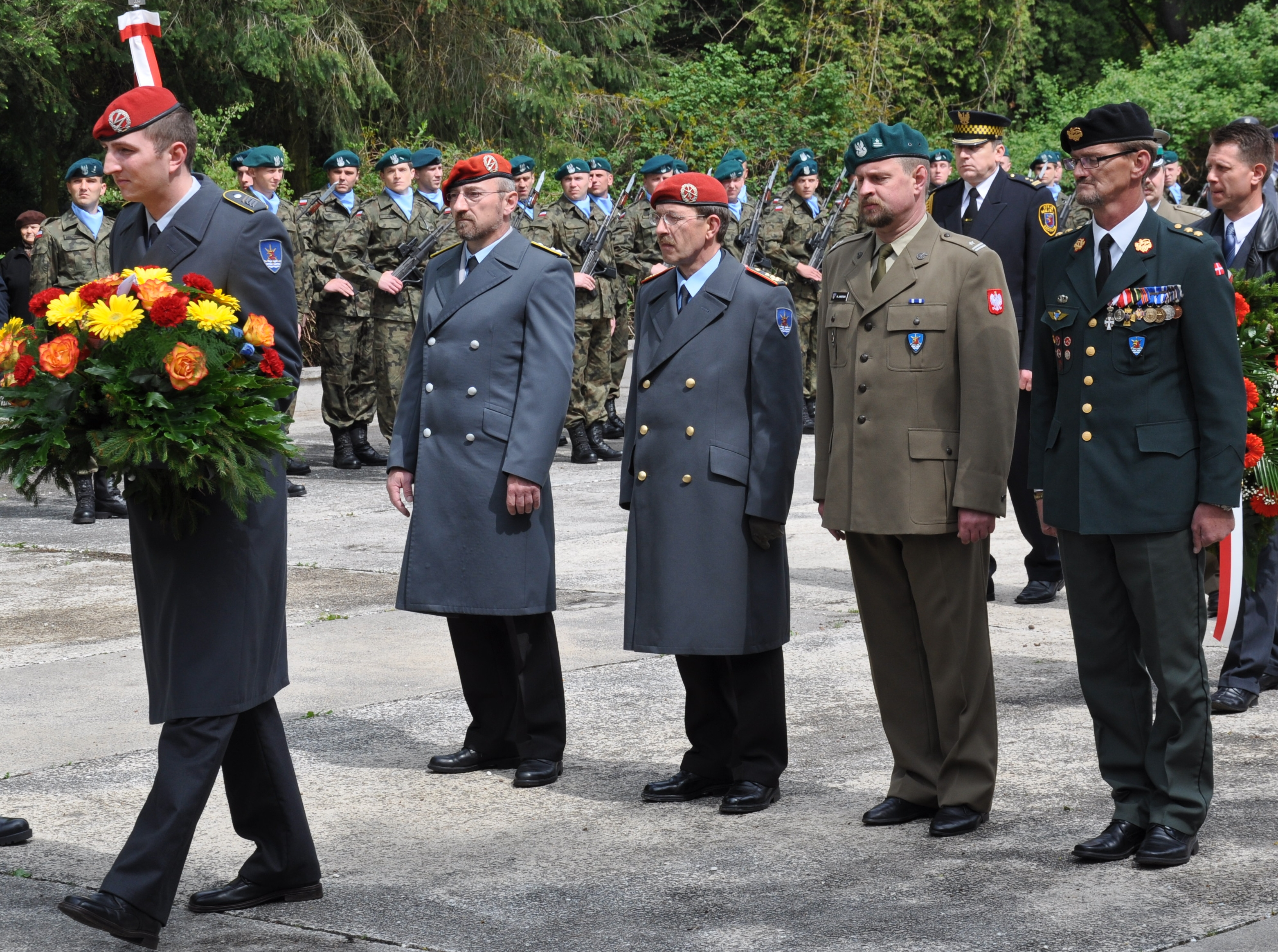
Dowódca korpusu gen. Rainer Korff składa kwiaty na Cmentarzu Centralnym w Szczecinie

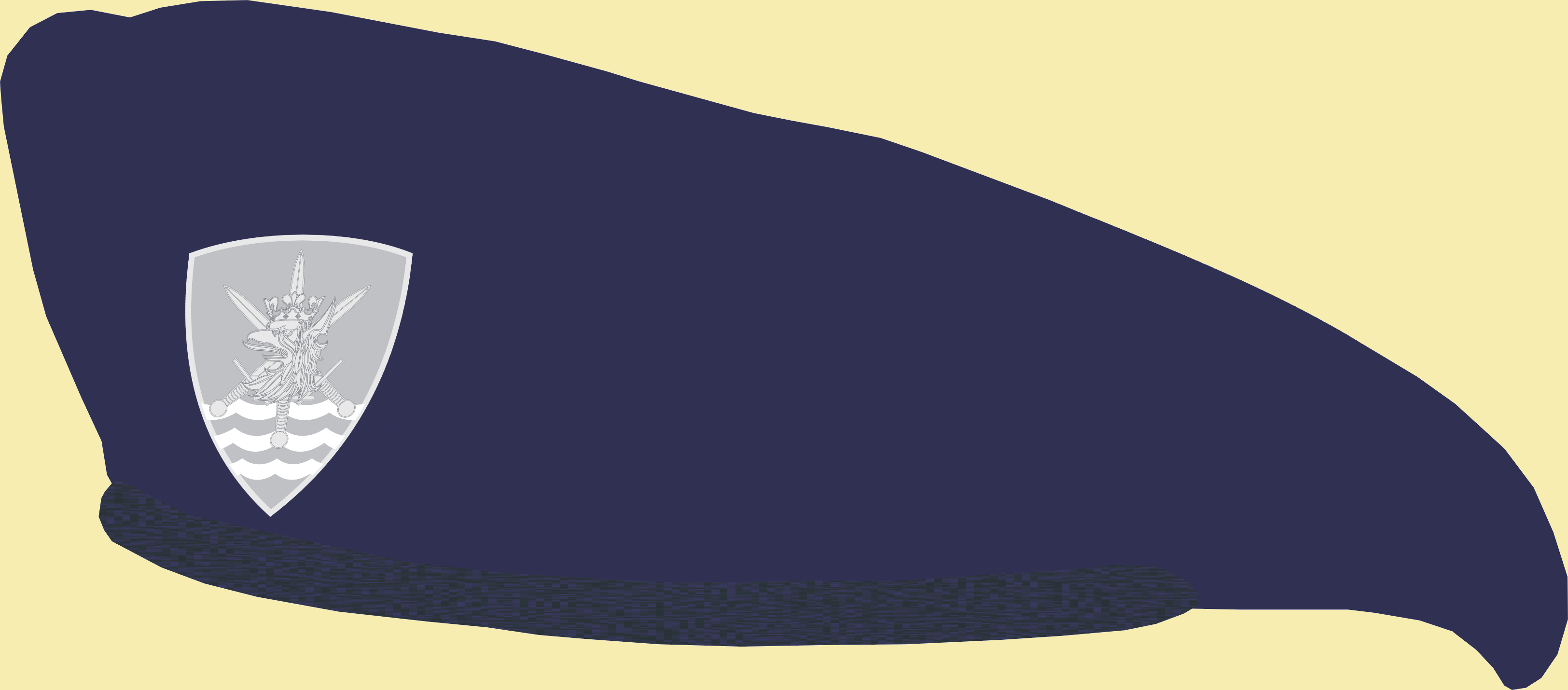
Beret wprowadzony 14.09.2012 (na berecie nie nosi się oznak stopni i godła)

Wielonarodowy Korpus Północno-Wschodni (ang. Multinational Corps Northeast, MNC NE) – został utworzony 18 września 1999 roku, w Szczecinie, który stał się jego kwaterą główną. Jest to międzynarodowy wyższy związek taktyczny Organizacji Traktatu Północnoatlantyckiego, składający się z formacji stacjonujących na terenie Polski, Litwy, Łotwy i Estonii.

## Historia
Ministrowie Obrony Danii, Niemiec i Polski podjęli decyzję o utworzeniu duńsko-niemiecko-polskiego korpusu o nazwie Wielonarodowy Korpus Północno-Wschodni w roku 1997. Kwatera Główna Korpusu zlokalizowana została w Polsce, w Szczecinie. Jako podwaliny nowego dowództwa posłużyła Kwatera Połączonych Sił Lądowych Szlezwiku-Holsztyna i Jutlandii (LANDJUT) z Rensburga w Niemczech. Konwencja Korpusu została podpisana już w roku 1998, kiedy Polska nie była jeszcze członkiem NATO, ale data jej przystąpienia (12 marca 1999) była już wyznaczona. 18 września 1999 trzy Państwa Założycielskie – Dania, Niemcy i Polska – wciągnęły flagi na maszty w Koszarach Bałtyckich, siedzibie Korpusu w Szczecinie. Od tego czasu Korpus bardzo się rozwinął. W roku 2005, podczas ćwiczenia Compact Eagle osiągnął Pełną Gotowość Operacyjną i już w 2007 jego personel wziął udział w misji w ramach Międzynarodowych Sił Wsparcia Bezpieczeństwa (ISAF) w Afganistanie.
Wraz z kolejnymi krajami przyjmowanymi w jego szeregi zmienił się również wielonarodowy charakter Korpusu. Od kwietnia 2004 w Kwaterze Głównej powiewają flagi Estonii, Litwy i Łotwy. W styczniu 2005 do Korpusu przystąpiła Słowacja, a w październiku 2005 – Czechy. Flaga Stanów Zjednoczonych została wciągnięta na maszt w listopadzie 2006 zaznaczając amerykańskie uczestnictwo w Korpusie. W lipcu 2008 pierwsi oficerowie rumuńscy przybyli do Kwatery. W sierpniu 2009 do współpracy przystąpiła Słowenia. W styczniu 2012 dwunastym krajem członkowskim została Chorwacja. W lipcu 2013 do Korpusu dołączyły Węgry. Szwecja, która nie była wtedy członkiem NATO, jesienią 2014 wysłała do Koszar Bałtyckich swojego przedstawiciela. W 2015, służbę rozpoczęli w Szczecinie oficerowie brytyjscy, tureccy, francuscy i holenderscy. Tym samym, rodzina Korpusu składa się już z przedstawicieli osiemnastu krajów.
W 2017 Wielonarodowy Korpus Północno-Wschodni awansował na jednostkę wysokiej gotowości NATO i ma być gotowy do natychmiastowego działania odpowiadając na każde zagrożenie. Zgodnie z zaleceniami ze szczytu NATO w walijskim Newport z 2014 Korpus dowodzi aktualnie nie tylko tzw. szpicą sojuszu, ale także jednostkami koordynacji NATO (NFIU). Co roku państwem ramowym szpicy jest inny, duży kraj członkowski sojuszu. Od szczytu w Newport sztab szczecińskiego korpusu NATO zwiększył się prawie dwukrotnie. Aktualnie w skład Korpusu wchodzi 400 żołnierzy z 22 państw sojuszniczych.

## Misje w Afganistanie
Personel Wielonarodowego Korpusu Północno-Wschodniego po raz pierwszy został wyznaczony do udziału w misji ISAF i oficjalnie przejął swoje obowiązki 4 lutego 2007 roku. Blisko 160 oficerów i podoficerów Korpusu spędziło w Kabulu ponad 6 miesięcy. Większość członków sztabu objęła stanowiska w nowo utworzonym dowództwie kompozytowym sił ISAF w Kabulu, gdzie potwierdzili swój wysoki poziom przygotowania i zaangażowania. Kolejna misja personelu Korpusu w Afganistanie przypadła na okres od lutego do sierpnia 2010 roku. Większość z około 130 oficerów i podoficerów Korpusu obejmowała stanowiska w Połączonym Dowództwie ISAF szczebla taktycznego. Służąc w różnych komórkach funkcyjnych, zbierali cenne doświadczenia misyjne i doskonalili swoje umiejętności. Trzecia misja, w której brało udział ponad 120 żołnierzy z Korpusu i jednostek z nim współpracujących, rozpoczęła się w styczniu 2014 roku i zakończyła w styczniu 2015 roku. Po wygaśnięciu mandatu ISAF, w styczniu 2015, rozpoczęła się misja „Resolute Support”, która była realizowana w oparciu o sukces i zobowiązania społeczności międzynarodowej w Afganistanie.
Misje: ISAF Afganistan
- luty – sierpień 2007
- luty – sierpień 2010
- styczeń 2014 – styczeń 2015

## Zadania
- Podejmowanie działań wynikających z artykułu 5. traktatu waszyngtońskiego, czyli wspólna obrona w przypadku agresji,
- Wspieranie działań pokojowych lub humanitarnych w ramach misji podejmowanych przez NATO,
- Wzmocnienie współpracy między Polską, Niemcami i Danią.

## Struktura
Jednostki pierwotnie afiliowane do korpusu w 1999:
- Dywizja Duńska (Fredericia)
- 12 Dywizja Zmechanizowana (Szczecin)
- 14 Dywizja Grenadierów Pancernych (Prenzlau)

Jednostki podległe i afiliowane do korpusu (stan na 2023):
- 12 Dywizja Zmechanizowana (Szczecin)
  -  2 Brygada Zmechanizowana (Złocieniec)
  -  7 Pomorska Brygada Obrony Wybrzeża (Słupsk)
  -  12 Brygada Zmechanizowana (Szczecin)
  -  8 Pułk Przeciwlotniczy (Koszalin)
  -  5 Lubuski Pułk Artylerii (Sulechów)
  -  12 Batalion Dowodzenia (Szczecin)
  -  8 Batalion Remontowy (Kołobrzeg)
- Dywizja Estońska (Tallinn)
  -  1 Brygada Piechoty (Tapa)
    -  Batalionowa Grupa Bojowa eFP w Estonii (Tapa)

  -  2 Brygada Piechoty (Tartu)
- Wielonarodowa Dywizja Północny-Wschód (Elbląg)
  -  15 Brygada Zmechanizowana (Giżycko)
    -  Batalionowa Grupa Bojowa eFP w Polsce (Orzysz)

  -  Brygada Zmechanizowana Żelazny Wilk (Rukłe)
    -  Batalionowa Grupa Bojowa eFP na Litwie (Rukłe)
- Wielonarodowa Dywizja Północ (Ādaži)
  -  Brygada Piechoty Zmechanizowanej (Ādaži)
    -  Batalionowa Grupa Bojowa eFP na Łotwie (Ādaži)
- Brygada Wsparcia Dowodzenia WKPW (Stargard)
  -  100 Batalion Łączności (Wałcz)
  -  102 Batalion Ochrony (Bielkowo)
  -  104 Batalion Zabezpieczenia (Wałcz)
  -  610 Batalion Łączności (Prenzlau)
  -  Zespół Wsparcia (Szczecin)
- 4 Centrum Koordynacji Operacji Powietrznych (Szczecin)
- Wielonarodowy Batalion Policji Wojskowej (Mińsk Mazowiecki)
- Grupa Integracyjna Sił NATO w Estonii (Tallinn)
- Grupa Integracyjna Sił NATO na Łotwie (Ryga)
- Grupa Integracyjna Sił NATO na Litwie (Wilno)
- Grupa Integracyjna Sił NATO w Polsce (Bydgoszcz)

## Obsada personalna
Dowódcy
- 1999-2001 –  gen. broni Henrik Ekmann
- 2001-2003 –  gen. broni Zygmunt Sadowski
- 2004-2006 –  gen. broni Egon Ramms
- 2006-2009 –  gen. broni Zdzisław Goral
- 2009-2012 –  gen. broni Rainer Korff
- 2012-2015 –  gen. broni Bogusław Samol[7]
- 2015-2018 –  gen. broni Manfred Hofmann[8]
- 2018-2021 –  gen. broni dr Sławomir Wojciechowski
- 2021-2024 –  gen. broni Jürgen-Joachim von Sandrart
- od 2024 –  gen. broni dr Dariusz Parylak[9]

Zastępcy dowódcy
- 1999-2000 –  gen. dyw. Edward Pietrzyk
- 2000-2001 –  gen. bryg. Zdzisław Goral
- 2001-2004 –  gen. dyw. Rolf Schneider
- 2004-2008 –  gen. dyw. Jan Brun Andersen
- 2008-2010 –  gen. dyw. Ole Køppen
- 2010-2012 –  gen. dyw. Ryszard Sorokosz
- 2012 –  gen. dyw. Bogusław Samol
- 2013 –  gen. bryg. Morten Danielsson
- 2013-2016 –  gen. dyw. Agner Rokos
- 2016-2018 –  gen. dyw. Krzysztof Król
- 2018-2023 –  gen. dyw. Ulrich Johan Hellebjerg
- 2023-2024 –  gen. dyw. Peter Harling Boysen
- od 2024 –  gen. dyw. Brian Nissen

Szefowie sztabu
- 1999-2001 –  gen. bryg. Joachim Sachau
- 2001-2004 –  gen. bryg. Karl Nielsen
- 2004-2006 –  gen. bryg. Henryk Skarżyński
- 2006-2010 –  gen. bryg. Josef Heinrichs
- 2010-2013 –  gen. bryg. Morten Danielsson
- 2013-2016 –  gen. bryg. Lutz Niemann[12]
- 2016-2018 –  gen. bryg. Per Orluff Knudsen
- 2018-2021 –  gen. bryg. Jürgen Stahl
- 2021-2024 –  gen. dyw. Bogdan Rycerski
- od 2024 –  gen. bryg. Ullrich Spannuth